# Jabir Abdihakim Ali
Jabir Abdihakim Ali, född 20 februari 1999, är en svensk fotbollsspelare som spelar för Västerås SK.

## Karriär
Inför säsongen 2023 blev Abdihakim Ali klar för Västerås SK. Under säsongen 2023 i Superettan gjorde Ali 14 mål på 26 matcher och blev trea i skytteligan.

## Statistik
| Klubb                       | Säsong             | Liga                 | Liga    | Liga | Nationell cup | Nationell cup | Internationell cup | Internationell cup | Övrigt  | Övrigt | Totalt  | Totalt |
| Klubb                       | Säsong             | Division             | Matcher | Mål  | Matcher       | Mål           | Matcher            | Mål                | Matcher | Mål    | Matcher | Mål    |
| --------------------------- | ------------------ | -------------------- | ------- | ---- | ------------- | ------------- | ------------------ | ------------------ | ------- | ------ | ------- | ------ |
| Spårvägen FF                | 2016               | Div 3 Södra Svealand | 5       | 0    | 0             | 0             | -                  | -                  | -       | -      | 5       | 0      |
| Spårvägen FF                | 2017               | Div 3 Södra Svealand | 2       | 0    | 0             | 0             | -                  | -                  | -       | -      | 2       | 0      |
| Hanvikens SK                | 2017               | Div 3 Södra Svealand | 4       | 1    | 0             | 0             | -                  | -                  | -       | -      | 4       | 1      |
| FC Stockholm Internazionale | 2019               | Div 2 Södra Svealand | 20      | 9    | 0             | 0             | -                  | -                  | -       | -      | 20      | 9      |
| Huddinge IF                 | 2020               | Div 2 Södra Svealand | 2       | 2    | 0             | 0             | -                  | -                  | -       | -      | 2       | 2      |
| Sollentuna FK               | 2020               | Ettan Norra          | 9       | 1    | 1             | 3             | -                  | -                  | -       | -      | 10      | 4      |
| Sollentuna FK               | 2021               | Ettan Norra          | 22      | 9    | 2             | 2             | -                  | -                  | -       | -      | 24      | 11     |
| Sandviken IF                | 2022               | Ettan Norra          | 28      | 22   | 1             | 0             | -                  | -                  | -       | -      | 29      | 22     |
| Västerås SK                 | 2022               | Superettan           | 0       | 0    | 1             | 0             | -                  | -                  | -       | -      | 1       | 0      |
| Västerås SK                 | 2023               | Superettan           | 26      | 14   | 4             | 0             | -                  | -                  | -       | -      | 30      | 14     |
| Västerås SK                 | 2024               | Allsvenskan          | 11      | 1    | 0             | 0             | -                  | -                  | -       | -      | 11      | 1      |
| Totalt i karriären          | Totalt i karriären | Totalt i karriären   | 129     | 59   | 9             | 5             | 0                  | 0                  | -       | -      | 138     | 64     |